# Orthoformiate de triméthyle
L’orthoformiate de triméthyle est un composé chimique de formule HC(OCH3)3. C'est le plus simple des orthoesters et un réactif très utilisé en synthèse organique afin de protéger des aldéhydes : le produit de la réaction d'un aldéhyde avec l'orthoformiate de triméthyle est un acétal, qu'il est généralement possible d'enlever sous l'action de l'acide chlorhydrique HCl.
L'orthoformiate de triméthyle est produit industriellement à partir du cyanure d'hydrogène HC≡N et du méthanol CH3OH.